# Скотт (округ, Виргиния)
Округ Скотт (англ. Scott County) располагается в США, в штате Виргиния. Образован 24 ноября 1814 года. По состоянию на 2010 год, численность населения составляла 23 177 человек. Получил своё название по имени американского генерала Уинфилда Скотта.

## География
По данным Бюро переписи США, общая площадь округа равняется 1396 км², из которых 1388 км² суша и 8 км² или 0,6% это водоёмы.

### Соседние округа
- Уайз (Виргиния) — север
- Расселл (Виргиния) — северо-восток
- Вашингтон (Виргиния) — восток
- Салливан (Теннесси) — юго-восток
- Хокинс (Теннесси) — юг
- Ханкок (Теннесси) — юго-запад
- Ли (Виргиния) — запад

## Демография
По данным переписи населения 2000 года в округе проживает 23 403 жителей в составе 9 795 домашних хозяйств и 7 023 семей. Плотность населения составляет 17 человек на км². На территории округа насчитывается 11 355 жилых строений, при плотности застройки 8 строений на км². Расовый состав населения: белые - 97,9%, афроамериканцы - 0,6%, коренные американцы (индейцы) - 0,2%, азиаты - 0,2%, гавайцы - 0,1%, представители других рас - 0,4%, представители двух или более рас - 0,7%. Испаноязычные составляли 1,0% населения.
В составе 27,60 % из общего числа домашних хозяйств проживают дети в возрасте до 18 лет, 59,40 % домашних хозяйств представляют собой супружеские пары проживающие вместе, 9,00 % домашних хозяйств представляют собой одиноких женщин без супруга, 28,30 % домашних хозяйств не имеют отношения к семьям, 26,10 % домашних хозяйств состоят из одного человека, 13,10 % домашних хозяйств состоят из престарелых (65 лет и старше), проживающих в одиночестве. Средний размер домашнего хозяйства составляет 2,35 человека, и средний размер семьи 2,82 человека.
Возрастной состав округа: 20,60 % моложе 18 лет, 7,50 % от 18 до 24, 27,30 % от 25 до 44, 26,80 % от 45 до 64 и 17,80 % от 65 и старше. Средний возраст жителя округа 40 лет. На каждые 100 женщин приходится 93,30 мужчин. На каждые 100 женщин старше 18 лет приходится 90,70 мужчин.
Средний доход на домохозяйство в округе составлял 27 339 USD, на семью — 33 163 USD. Среднестатистический заработок мужчины был 28 328 USD против 20 553 USD для женщины. Доход на душу населения был 15 073 USD. Около 13,00% семей и 16,80% общего населения находились ниже черты бедности, в том числе - 20,10% молодежи (тех кому ещё не исполнилось 18 лет) и 20,50% тех кому было уже больше 65 лет.